# Света Богородица (Пещани)
„Света Богородица“ (на македонска литературна норма: „Света Богородица“) е православна скална църква, разположена край охридското село Пещани, Северна Македония.
Църквата е разположена на двадесетина километра южно от Охрид, вдясно от пътя към манастира „Свети Наум“, в скалистия предел на туристическия къмпинг Градище, на източния бряг на Охридското езеро.
Цялата вътрешност на издълбаната в скалата църква е изписана, но композициите са с малки размери. Влагата е предизвикала процес на разпадане на колорита, но запазените фрески са най-големият ансамбъл във всички пещерни църкви край езерото. В наоса е изобразена композицията Дейсис, Благовещение, Рождество Христово, Сретение Христово, Кръщение Христово, Възкресението на Лазар, Влизането в Йерусалим, Разпятието и Мироносниците на празния Христов гроб. От Светите воини са Димитър, Нестор, Артемий, Никита, Светите Теодори, Свети Мина и Прокопий. На южната страна са представени Светите врачи Козма, Дамян и Пантелеймон, а след това патронът и защитник на град Охрид – Свети Климент Охридски и чудотворецът Свети Наум Охридски. Стилистичните особености, иконографияна на някои композиции, програмното разпределение и изборът на светците твърдо говорят, че живописта е дело на охридската работилница от шестдесетте години на XIV век, а това се потвърждава не само в програмното разбиране на цялото, иконографията на някои композициите, но и в избора на изобразените светии.